# Донецкая Мануфактура М
ОАО «Донецкая Мануфактура М» — производственная база Торгово-промышленной компании «ДМ Текстиль» (входит в холдинг Группа Мегаполис), российская компания, специализирующаяся на производстве домашнего текстиля — махровых, вафельных и гладкотканых изделий.
Предприятие «Донецкая Мануфактура» создано в 1978 году в результате объединения хлопкопрядильной фабрики и текстильного комбината; в 1999 году, после реорганизации, вошла в состав ООО „Торговый Дом «Донецкая Мануфактура»“.
С 2007 года продукция предприятия ежегодно получает золотой знак «100 Лучших товаров России». Предприятие расположено в городе Донецк (Ростовская область).